# 瑞典國慶日
瑞典國慶日（瑞典語：Sveriges nationaldag）是瑞典在每年6月6日慶祝的全國節慶。這個節慶之前被稱為古斯塔夫·瓦薩日（瑞典語：Gustav Vasas dag）和瑞典國旗日（svenska flaggans dag），直至1983年瑞典國會才把它正式定為國慶日。

## 歷史

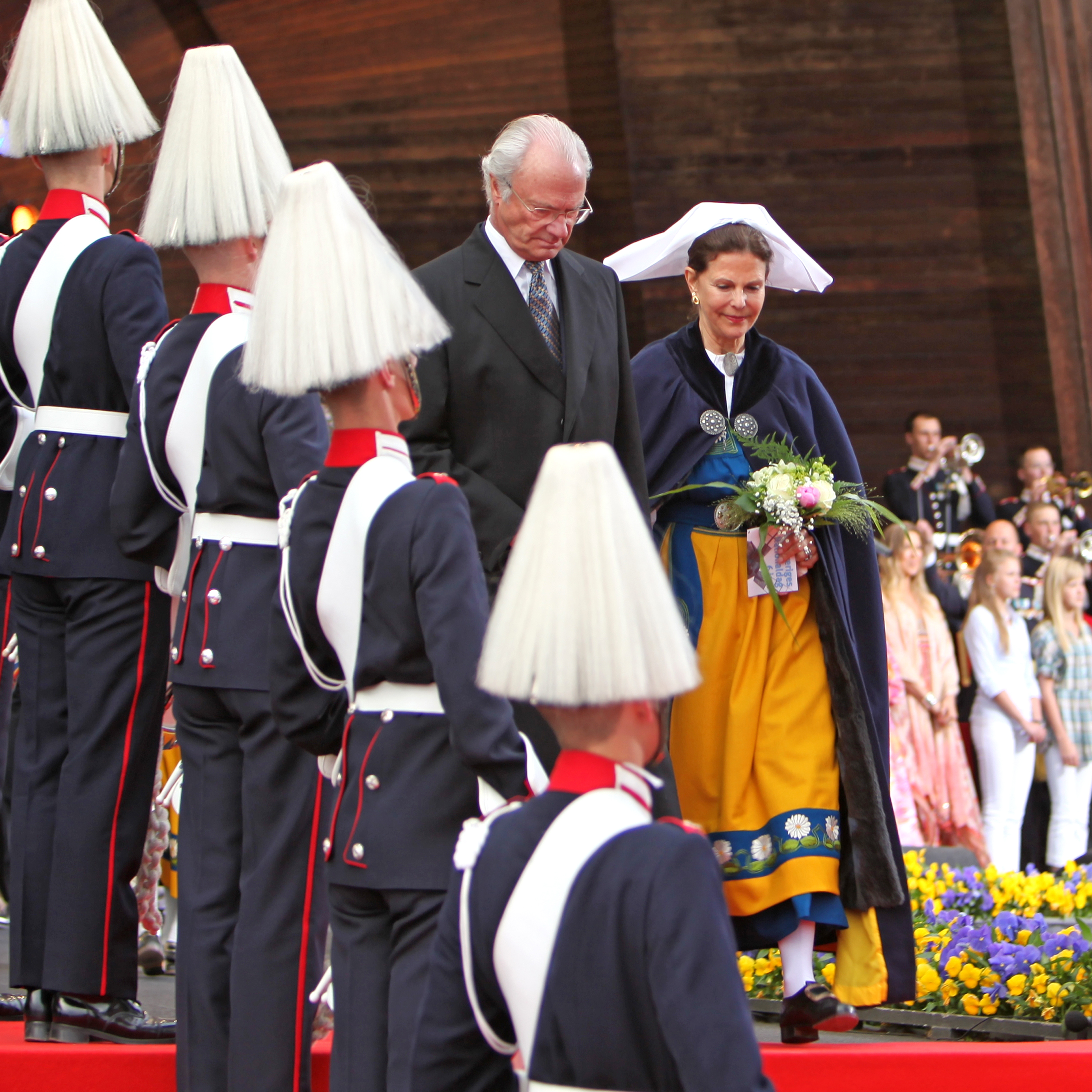
2009年瑞典國王卡尔十六世·古斯塔夫和希爾維亞王后在斯堪森博物館出席國慶活動

早在19世紀時，已經有瑞典人在6月6日紀念古斯塔夫·瓦薩在1523年當選國王，帶領瑞典脫離卡爾馬聯合獨立。1809年和1974年的《政府法案》也是在6月6日發佈。1916年至1962年的6月6日，瑞典人都在斯德哥爾摩奧林匹克體育場慶祝瑞典國旗日。
除了6月6日外，其他候選瑞典國旗日還有仲夏日前夕、古斯塔夫二世·阿道夫戰死日和卡爾十二世戰死日。仲夏日前夕不適合定為國慶日，因為瑞典-挪威聯合解體後，瑞典在1906年仲夏日前夕修改了國旗法；故此，在當天舉行國慶活動會令人聯想為慶祝失去兄弟邦。兩位國王的戰死日，即11月6日和30日，都因天氣寒冷、日光黯淡而沒有節慶氣氛。
創辦北歐博物館和斯堪森博物館的亞瑟·哈兹里烏斯也在6月6日舉行瑞典民族活動，既為了籌集斯堪森的資金，也為了響應當時盛行的民族精神。他在《斯堪森1893年年報》寫道，「6月6日，古斯塔夫日，斯堪森舉辦了愛國記念活動；這天一直是，以後也是瑞典的國慶日」。1963年起，斯堪森取代奧林匹克體育場，成為國旗日活動的主要舉辦場地。
1983年前，6月6日只是「瑞典國旗日」。司法部長卡爾·阿克塞爾·佩特里簽署了把6月6日正式定為國慶日的法案，1983年生效。
很多研究瑞典歷史的專家認為，古斯塔夫·瓦薩在1523年6月6日當選為國王，離現在已經幾個世紀，所以其社會意識不及挪威的五月十七日節般強烈。而且，1523年時，南方的斯科訥、布萊金厄、哈蘭還不是瑞典領土，故此當地沒有很大理由慶祝古斯塔夫·瓦薩當選。
2005年，這天取代了聖靈降臨節週一，成為瑞典官方假期。由於原來的假期必定在星期一，而6月6日則可能在週末，所以這改動實際上是減少了假期，增加了工作天，引起一些工會不滿。

## 相關事件
6月6日在瑞典歷史上有以下意義：

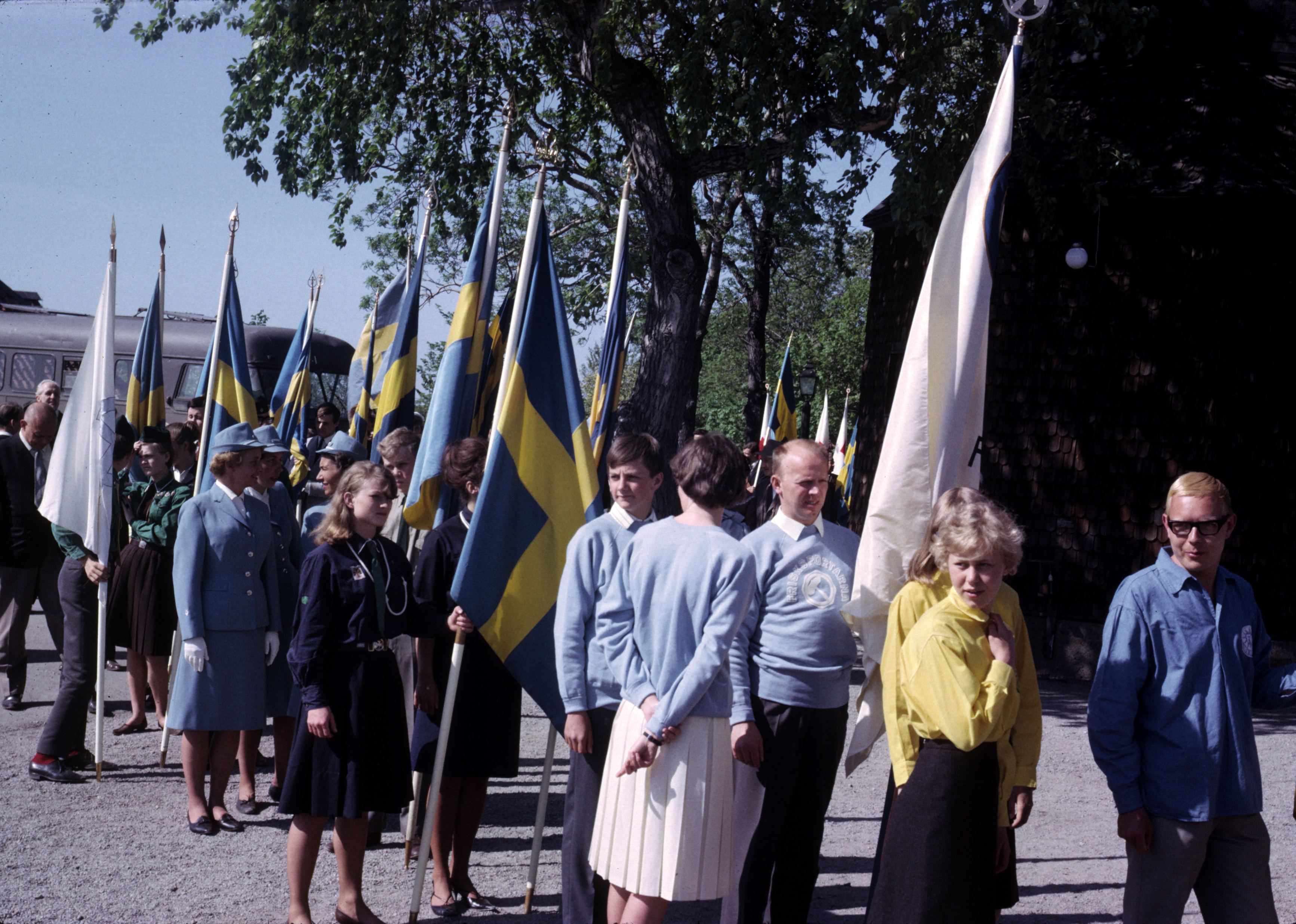
1965年瑞典國旗日的慶祝活動

- 1523年：古斯塔夫·瓦薩當選瑞典國王，卡爾馬聯合解體
- 1654年：克里斯蒂娜女王退位後，卡爾十世·古斯塔夫繼承王位
- 1809年：瑞典發佈新《政府法案》，恢復瑞典國會的權力
- 1857年：奧斯卡·弗雷德里克王子（即後來的瑞典及挪威國王奧斯卡二世）與拿騷的索菲亞公主結婚
- 1974年：瑞典發佈新《政府法案》，奉行君主立憲制，並把議會制正式寫進憲法。

## 圖像

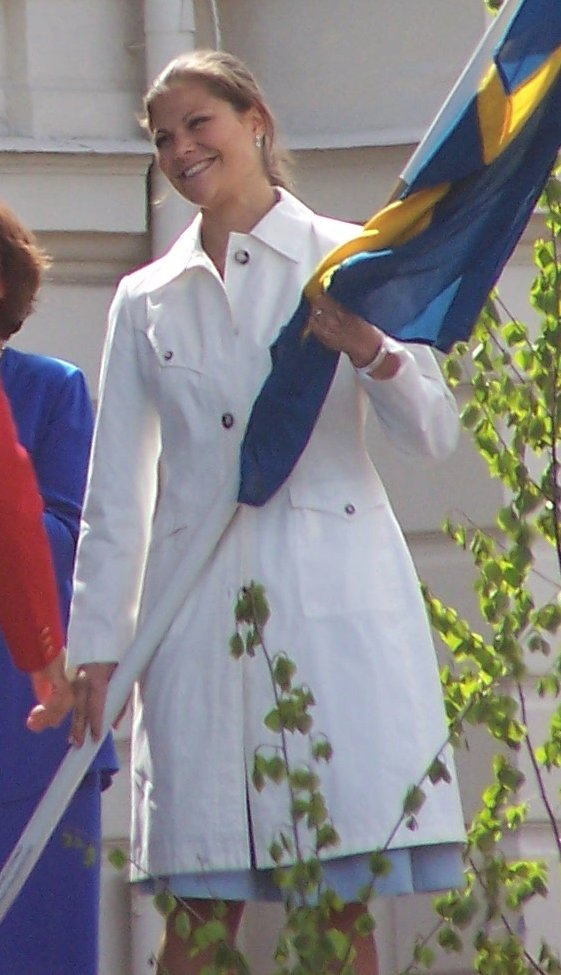
王儲維多利亞公主在2006年松茲瓦爾慶典上持旗
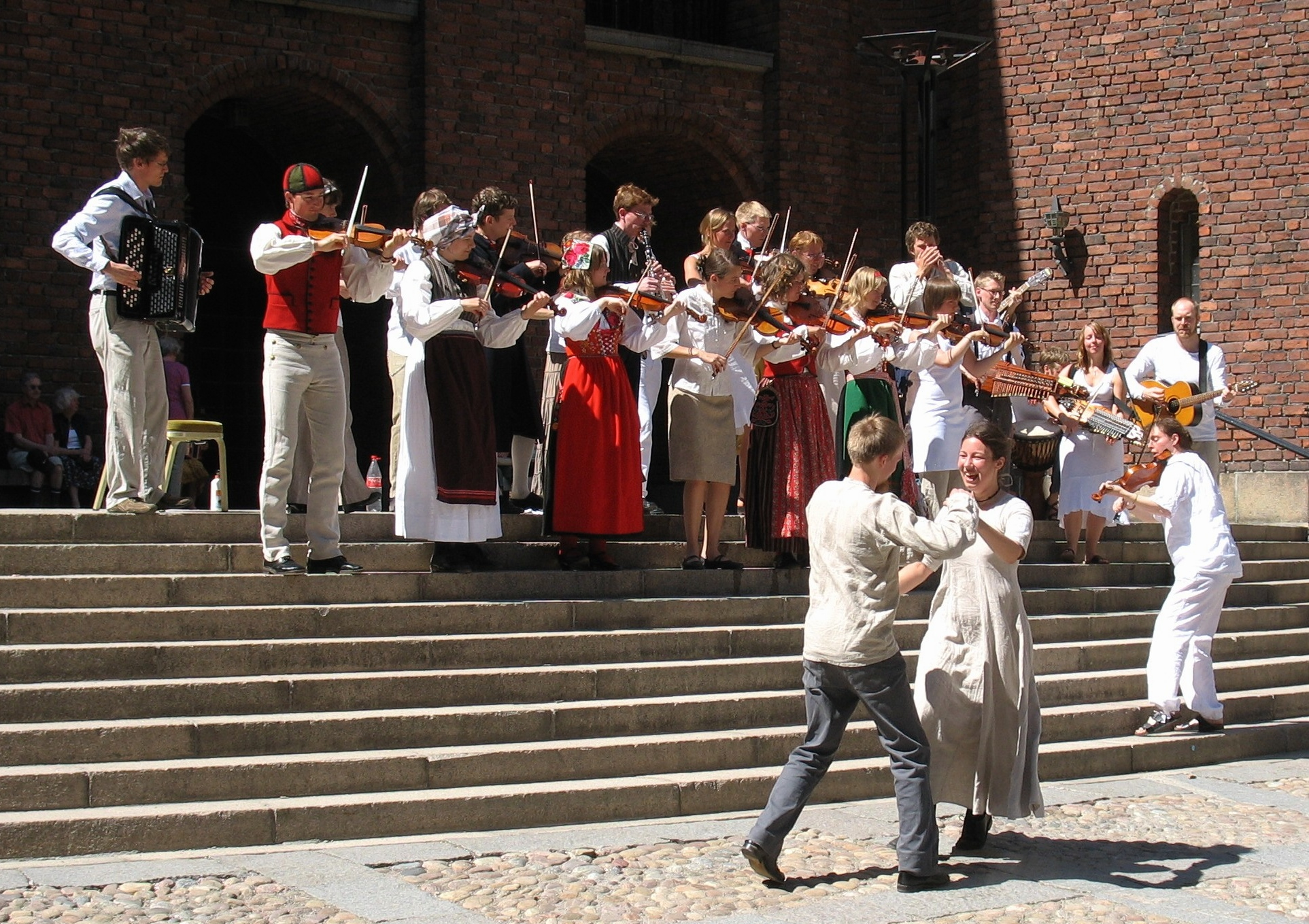
2007年，瑞典人在斯德哥爾摩市政廳演奏瑞典民歌和跳民族舞蹈

## 外部連結

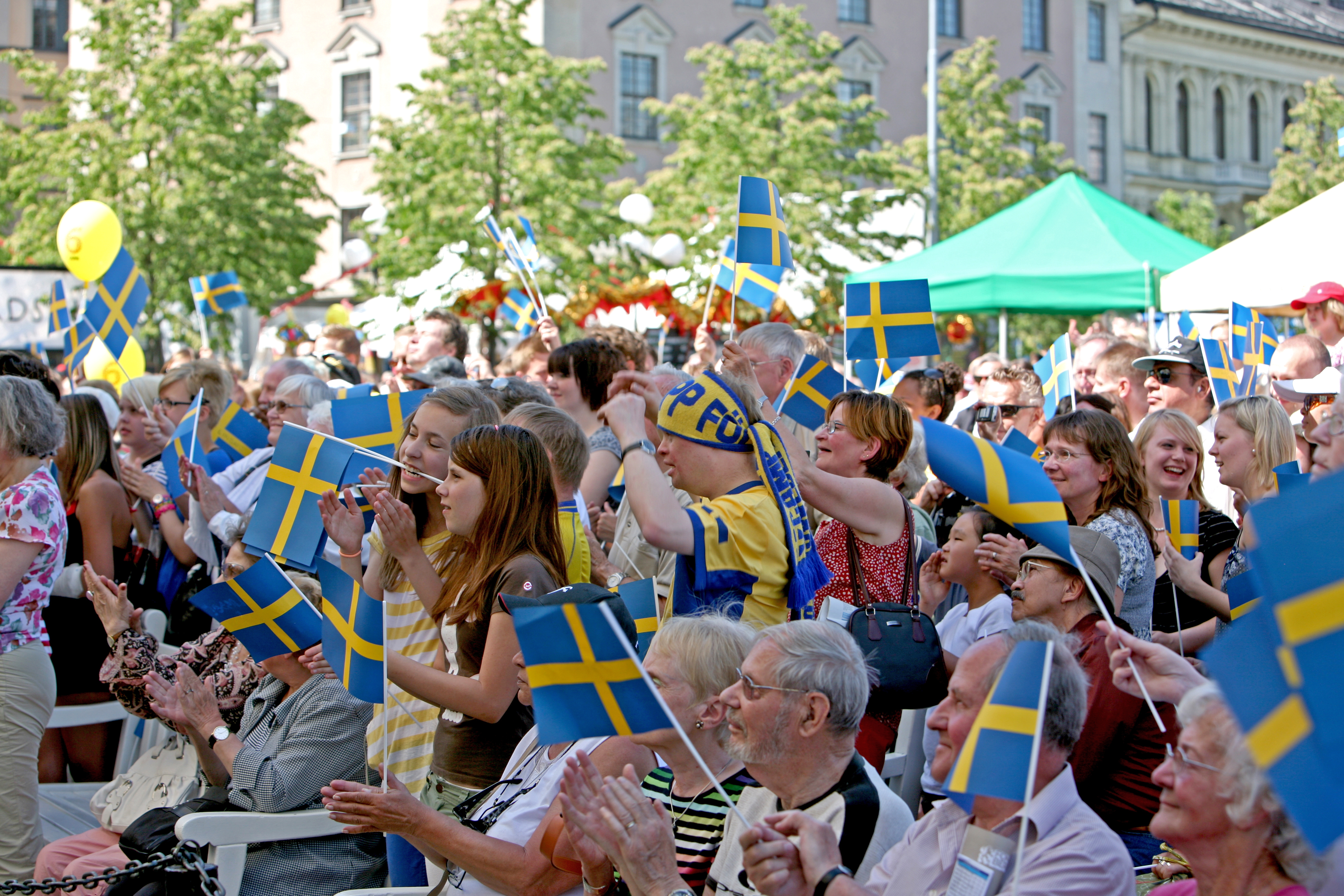
在斯德哥爾摩國王公園慶祝國慶日的人群

- Nordiska museet - Svenska flaggans dag – Sveriges nationaldag 6 juni（页面存档备份，存于）
- Nordiska museet - Recept på  nationaldagsbakelsen
- Sydsvenskan - Slaget om nationaldagen 2005年6月6日
- Göteborgs-Posten - Mannen bakom nationaldagen 2005年6月6日